# Рунар Алекс Рунарссон
Рунар Алекс Рунарссон (исл. Rúnar Alex Rúnarsson; род. 18 февраля 1995, Рейкьявик) — исландский футболист, вратарь клуба «Копенгаген», и сборной Исландии. Участник чемпионата мира 2018 года.
Отец Рунара — Рунар Кристинссон, также бывший профессиональный футболист, а ныне тренер.

## Клубная карьера
Рунарссон — воспитанник клуба «Рейкьявик». 11 августа 2013 года в матче против «Вестманнаэйяра» он дебютировал в чемпионате Исландии. В своём дебютном сезоне Рунар помог клубу выиграть чемпионат. В начале 2014 года Рунарссон перешёл в датский «Норшелланн». 18 мая 2015 года в матче против «Эсбьерга» он дебютировал в датской Суперлиге.
Летом 2018 года Рунарссон перешёл во французский «Дижон». 11 августа в матче против «Монпелье» он дебютировал в Лиге 1.

## Международная карьера
В 2012 году в составе юношеской сборной Исландии Рунарссон принял участие в юношеском чемпионате Европы в Словении. На турнире он сыграл в матче против Грузии.
8 ноября 2017 года в товарищеском матче против сборной Чехии Рунарссон дебютировал за сборную Исландии.
В 2018 году Рунарссон принял участие в чемпионате мира в России. На турнире он был запасным и на поле не вышел.